# Rivellia nigripes
Rivellia nigripes är en tvåvingeart som först beskrevs av Macquart 1851.  Rivellia nigripes ingår i släktet Rivellia och familjen bredmunsflugor. Inga underarter finns listade i Catalogue of Life.